# Cariotip

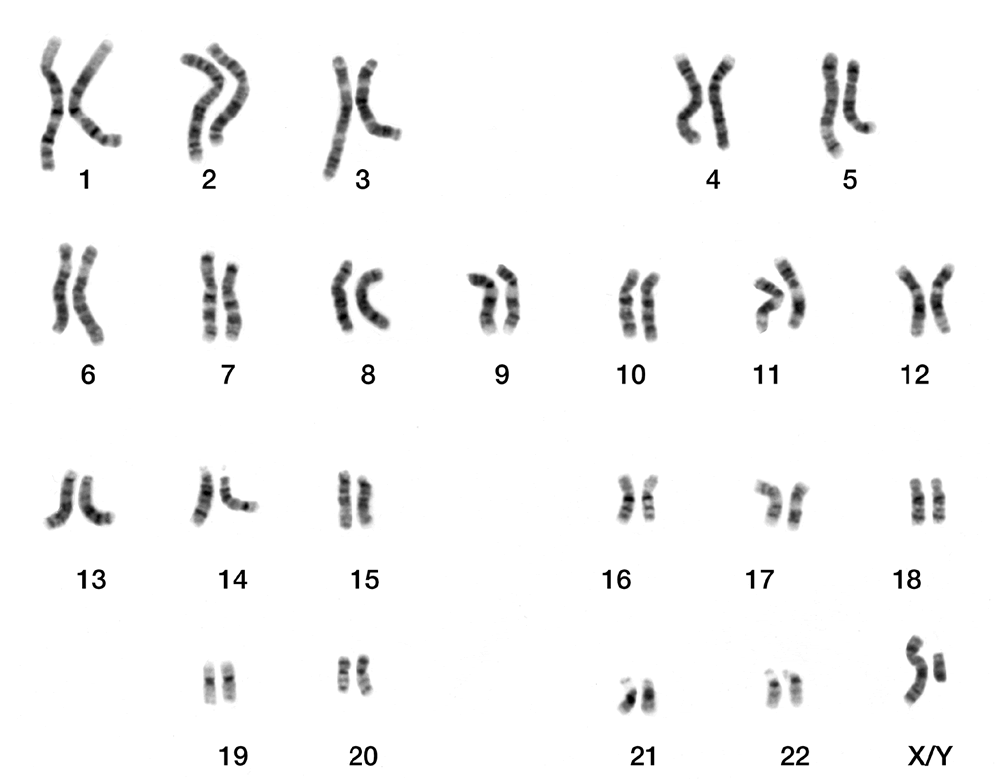

Cariotipul reprezintă formula (scrisă cu cifre și litere) ce descrie numărul cromozomilor unei specii. Spre exemplu, pentru specia umană cariotipul este de 46 de cromozomi 46, XX la femei și 46, XY la bărbați. Aranjarea ordonată a cromozomilor unei celule în funcție de mărimea lor și de poziția centromerului (după ce au fost fotografiați și decupați) este numită cariogramă. Frecvent, se face o confuzie între aceste două noțiuni.
Studiul cromozomilor și obținerea cariotipului sunt folosite pentru a identifica anomaliile cromozomale (sau aberațiile cromozomale).

## Etapele de realizare a unui cariotip
Cromozomii sunt structuri vizibile numai în cursul diviziunilor celulare, mitotice sau meiotice. De aceea, obținerea cariotipului este un proces lung și complex ce necesită obligatoriu obținerea de celule vii. Acest lucru se poate face prin:
- obținerea de celule vii de la pacient: sânge, fragment tisular obținut prin biopsie;
- cultura celulelor astfel obținute pentru a avea celule în diviziune în număr suficient;
- blocarea diviziunii celulelor în etapa de metafază a mitozei;
- fotografierea, la microscop, a metafazelor care prezintă o bună separare a cromozomilor;
- decuparea cromozomilor și aranjarea lor pentru a obține cariograma;
- analiza mai multor cariograme și metafaze pentru a determina cariotipul (sau formula cromozomică).

Etapele de fotografiere, decupare și aranjare a cromozomilor sunt realizate acum de programe informatice speciale, microscopul fiind dotat în acest scop cu un aparat de fotografiat conectat la un calculator.